# Govenia latifolia
Govenia latifolia är en orkidéart som först beskrevs av Carl Sigismund Kunth, och fick sitt nu gällande namn av Leslie Andrew Garay och Gustavo Adolfo Romero. Govenia latifolia ingår i släktet Govenia och familjen orkidéer. Inga underarter finns listade i Catalogue of Life.